# かくげいぶ!
『かくげいぶ!』とは、IKaによる日本の4コマ漫画作品。株式会社エンターブレイン発行のゲーム雑誌『月刊アルカディア』にて連載された、単行本全2巻。

## 概要
『月刊アルカディア』にて連載された同作者の『えすえぬ家の人々』の終了後間もなく連載が開始した。これまでの作品のような擬人化漫画ではなく女子中学生を主要人物に据えている。タイトル通り格闘ゲームを重点的に扱う。

## 登場人物

### 格芸部
『格闘ゲームを楽しむ部』。物語開始時は秋音、ウメ、アレク、マコの4人が在籍している所に主人公のさくらが入部してくる。学年は絹が1年生、他は全員2年生。
瑞浪 さくら（みずなみ さくら）
本作の主人公の女子中学生。転校してきた先の学校で空手部と間違えて格芸部に入部してしまう。転校前は空手部で、中学生の部ベスト4に入る腕前だったが脚の怪我によりその道を断念（転校先で空手部を探していたのは部のマネージャーなどになるため）。そのためゲームは初心者だったもののゲームの中で闘うことができて楽しいという。控え目な性格だが強い相手に勝ち自信がつくと勢いづいて止まらない。
大曾根 秋音（おおぞね ときと）
格芸部部長。ゲームメーカー「ミーコ」の社長令嬢で幼少期からゲームに浸っている。筐体や基盤など、部の備品は全て彼女の私物である。
恵那 小梅/ウメ
格芸部のエース。背が非常に低く小学生にしか見えず頻繁に間違われる。部員からはコスプレをさせられるなどしてよくいじられる。そのためか怒りっぽい性格をしている。彼女もゲームに浸っており、ゲーム以外の出費を拒んだり、少しでもゲームができない状況に置かれると禁断症状に陥るなどしている。
アレクサンドラ/アレク
両親が外国人で褐色の肌に金髪をもつが日本生まれ日本育ち。背が高くスタイルもいい。大のいたずら好きで秋音と共謀してさくらにウソを教えたりウメを脱がせたりする。自身も脱ぎ癖がある。パワー打撃キャラを好んで使う。
鶴舞 真心/マコ
半月のような眼が特徴の部員。まともな感性を持ちツッコミ役に徹する。古参部員で、秋音と二人で格芸部を立ち上げたという。格芸部員だがシューティングゲームにも精通している。筐体の修理や基盤の交換などを請け負う。読者モデルとしても活動しており、撮影の際は顔を美化している。
中津川 絹/キヌ
さくらの入部後しばらくして入部してきた1年生。ゲーマーの兄の姿を見てきたことからゲームの知識量は凄まじく適確なアドバイスも出せるが実際にプレイすると非常に弱い。兄のこととなると暴走し「将来は兄と結婚する」とまで言い切る重度のブラコン。

### カバヤンのチーム
絹の実兄カバヤンの属する全国区プレイヤーのチーム。三名ともおそらく成人男性。三名とも名前はハンドルネームで、本名は明かされていない。
カバヤン
絹の実兄。全国レベルで活動するプレイヤーだがそれを鼻にかけない気さくな性格。彼女持ち。格芸部の面々を生放送のエキシビジョンマッチに誘った。
UUU（トリプルユー）
チームメイト。生放送に参加した格芸部の面々に馴れ馴れしくしている姿が見られる。生放送では中堅として参戦しウメに敗れているが対戦を端折られたため出番が少ない。「少女漫画のような絵を描く」と紹介されているが披露する場面はない。
みるみるにゃー
チームメイトで一番の実力者だという。長野での大会にも一人で現れ優勝した。対戦に勝利すると手でハートマークを作りポーズをとる。作中では無口で彼の台詞は一切無いが、Twitterでは饒舌になり相手の行動なども実況して筒抜けになり「歩く情報漏洩」と揶揄された。このためさくらのメールアドレスを欲しがるも強く拒否された。ハンドルネームが明かされるまでは（彼が生放送で大将として参戦したため）便宜上「大将」と呼ばれていた。

### 名古屋勢
東別院 銀子
格芸部のエキシビジョンマッチの動画を見て、名古屋から殴り込みに来た女子中学生。格芸部の名をかけて勝負を挑んできたが、彼女らの格芸部は勝負のためにでっち上げられたもの。ゲームではどのキャラを使っても強いため、試合ごとにキャラをランダムに選択するルールを提示した。
黒川 百
銀子と共にやってきた女子中学生。常時眠そうな顔をしている。アレクと並ぶ位の高身長をもつ。格芸部に乗り込んできた際は対戦できずに去っていったがさくらが出向いた長野県での大会にて対峙しさくらに勝利する。この時銀子は補習を受けており大会に参加できず再登場を果たせなかった。

### その他
先生
さくらの担任の男性教諭。権力のある秋音に弱みを握られているらしく度々いいように使われる。「人形町ジャッキーとよばれた」と言い、彼も腕のあるプレイヤーだったと思われる（但しウメの相手をしたときは全く歯が立たなかった）。
春日井 ある
さくらの学校の放送部員で1年生。一人称は「僕」。腕を骨折したウメとさくらのコンビプレイを見て興奮する。
健太
さくらの弟。小学生と思われる。人見知りが激しい。さくらの家族は作中では他に母親が登場している。

## 迷探偵ねお子&ぢお子
ねお子とぢお子の二人がお題に沿ってコントを演じる。同作者の前作『えすえぬ家の人々』連載時から弊行して『アルカディア』に連載されていた4コマ漫画で、『えすえぬ家』の単行本と同様に本作の単行本の後半に併録されている。